# NGC 954
NGC 954 est une galaxie spirale barrée située dans la constellation de l'Éridan. NGC 954 a été découverte par l'astronome britannique John Herschel en 1834.

## Caractéristiques
Sa vitesse par rapport au fond diffus cosmologique est de 5 196 ± 14 km/s, ce qui correspond à une distance de Hubble de 76,6 ± 5,4 Mpc (∼250 millions d'al).
À ce jour, une douzaine de mesures non basées sur le décalage vers le rouge (redshift) donnent une distance de 61,850 ± 6,203 Mpc (∼202 millions d'al), ce qui est à l'extérieur des valeurs de la distance de Hubble. Notons que c'est avec la valeur moyenne des mesures indépendantes, lorsqu'elles existent, que la base de données NASA/IPAC calcule le diamètre d'une galaxie et qu'en conséquence le diamètre de NGC 954 pourrait être d'environ 46,8 kpc (∼153 000 al) si on utilisait la distance de Hubble pour le calculer.
La classe de luminosité de NGC 954 est III et elle présente une large raie HI.

## Groupe d'ESO 246-21

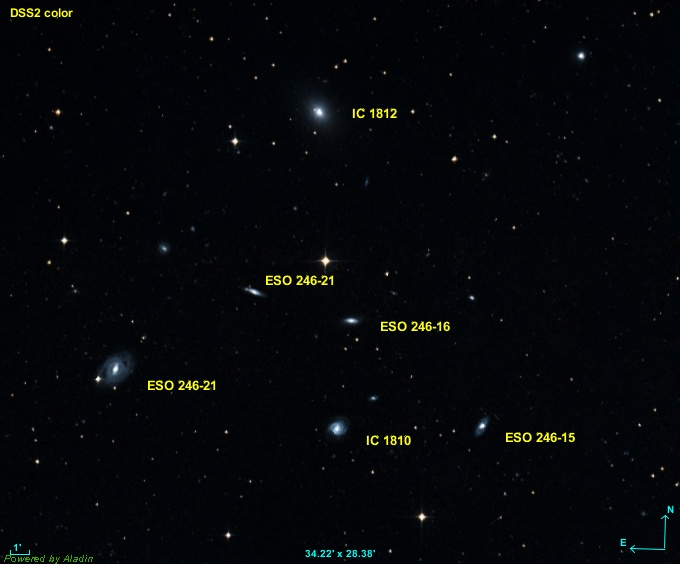
Six galaxies du groupe d'ESO 246-21.

NGC 954 fait partie d'un groupe de galaxies d'au moins 8 membres, le groupe d'ESO 246-21. Les autres du groupe sont IC 1810, IC 1812, NGC 939, ESO 246-15, ESO 246-16 et ESO 246-22.